# Crocidura attila
Crocidura attila és una espècie de musaranya pertanyent a la família dels sorícids.

## Distribució geogràfica
Es troba al Camerun, la República Democràtica del Congo, Nigèria i, possiblement també, la República Centreafricana.